# Francis Joseph Galbraith
Francis Joseph Galbraith (Timber Lake, Dacota do Sul, 9 de dezembro de 1913 — 25 de junho de 1986) foi um diplomata dos Estados Unidos e membro da Academia Americana de Ciência Política e Social.
Ele nasceu em 9 de dezembro de 1913 em Timber Lake, Dacota do Sul.
Depois de se aposentar do departamento de Estado, trabalhou para a Bechtel para uma empresa na Indonésia, e Gestão como consultor em assuntos internacionais.